# Alain Labelle
 (avril 2020).
Si vous disposez d'ouvrages ou d'articles de référence ou si vous connaissez des sites web de qualité traitant du thème abordé ici, merci de compléter l'article en donnant les références utiles à sa vérifiabilité et en les liant à la section « Notes et références ».
Alain Labelle est une personnalité de la radio et de la télévision québécoise.

## Biographie
Alain Labelle, est né à Montréal,au Québec
le 29 juin 1955.
Voué pour la radio, il fonde en 1970 au Collège Ahuntsic, avec son professeur de lettres, André Martin,la première radio étudiante au Québec.
Commençant sa carrière en 1971 à CFLS à Lévis au Québec Alain Labelle devient vite une voix que l'on veut entendre dans les stations de radio québécoises. Il devient une des voix les plus connues de Télé-Métropole et TVA durant plus de 21 ans. Pendant plus de 5 ans, il est la voix de Radio-Québec. On l'entend à plusieurs stations de radio de Montréal, comme animateur à CJMS, CKLM, CFGL-FM, Radio-CITÉ, CIME FM, CKAC, CHOM FM et bien d'autres stations de radio du Québec.
Une station verdunoise, CKVL-FM, cherche à modifier ses lettres d'appel : Alain trouve le nom CKOI-FM, qui devient numéro 1 au Canada, pendant plus de 20 ans.
Alain Labelle travaille ensuite pour la radio d'État, Radio-Canada où il œuvre durant plus de 9 ans. Il devient une des voix du fameux ICI Radio-Canada pour la télévision et la radio. En 1994, il prête gratuitement sa voix aux identifications de la première station de radio œcuménique française au Canada, Radio Ville-Marie 91,3.
Il prête sa voix au Parti libéral du Québec durant la campagne de 1985, prête sa voix au Parti conservateur du Canada en 2007.
En 2011 il devient l'annonceur télévision, cinéma et internet, porte-parole international pour Jack Daniel's.
On entend sa voix pour plusieurs publicités télé et radio canadiennes françaises.